# Candelabrochaete langloisii
Candelabrochaete langloisii är en svampart som först beskrevs av Narcisse Theophile Patouillard, och fick sitt nu gällande namn av Boidin 1970. Candelabrochaete langloisii ingår i släktet Candelabrochaete och familjen Phanerochaetaceae.   Inga underarter finns listade i Catalogue of Life.